# Buford (Geòrgia)
Buford és una ciutat al comtat de Gwinnett a l'estat de Geòrgia (Estats Units). Segons el cens del 2009 tenia 12.387 habitants.

## Demografia
Segons el cens del 2000, Buford tenia 10.668 habitants, 3.794 habitatges, i 2.579 famílies. La densitat de població era de 279,6 habitants per km².
Dels 3.794 habitatges en un 34,7% hi vivien nens de menys de 18 anys, en un 48% hi vivien parelles casades, en un 14,3% dones solteres, i en un 32% no eren unitats familiars. En el 26% dels habitatges hi vivien persones soles el 7,7% de les quals corresponia a persones de 65 anys o més que vivien soles. El nombre mitjà de persones vivint en cada habitatge era de 2,76 i el nombre mitjà de persones que vivien en cada família era de 3,29.
Per edats la població es repartia de la següent manera: un 26,5% tenia menys de 18 anys, un 10,7% entre 18 i 24, un 33,7% entre 25 i 44, un 19% de 45 a 60 i un 10% 65 anys o més.
L'edat mediana era de 32 anys. Per cada 100 dones de 18 o més anys hi havia 99,6 homes.
La renda mediana per habitatge era de 38.733 $ i la renda mediana per família de 43.100 $. Els homes tenien una renda mediana de 29.458 $ mentre que les dones 22.342 $. La renda per capita de la població era de 18.308 $. Entorn del 7,5% de les famílies i l'11,2% de la població estaven per davall del llindar de pobresa.

## Poblacions més properes
El següent diagrama mostra les poblacions més properes.